# Escape from Pretoria
Escape from Pretoria är en australisk-sydafrikansk-brittisk fängelsefilm, baserad på Tim Jenkins bok Inside Out: Escape from Pretoria Prison från 2003, som släpptes för första gången i Storbritannien den 6 mars 2020. Filmen, som spelades i den australiska staden Adelaide under början av 2019, är regisserad av Francis Annan, som även är krediterad som en av två manusförfattare på hela filmen. I Sverige har filmen visats i SVT1, senaste gången den 10 augusti 2024.

## Handling
Filmens handling utspelas i Sydafrikas administrativa huvudstad Pretoria under år 1979, och handlar om de två vita sydafrikanerna, tillika anti-apartheid-aktivisterna, Tim Jenkin och Stephen Lee, som året innan (1978) blir arresterade och inlåsta på den tidigare nämnda stadens fängelse, detta för sina protester mot just apartheid. Under tiden som de bägge männen sitter fängslade på detta fängelse, försöker de komma på en plan hur de ska ta sig ut därifrån, så att de kan gå fria igen.

## Rollista
| Daniel Radcliffe    | – Tim Jenkin                                            |
| Daniel Webber       | – Stephen Lee                                           |
| Ian Hart            | – Denis Goldberg                                        |
| Mark Leonard Winter | – Leonard Fontaine (karaktär baserad på Alex Moumbaris) |
| Nathan Page         | – Mongo                                                 |
| Grant Piro          | – Kapten Schnepel                                       |
| Adam Ovadia         | – Van Zadelhoff                                         |
| Adam Tuominen       | – Jeremy Cronin                                         |
| Tim Jenkin          | – Rumsväntade fängelsefånge                             |